# Sayanogorsk
Sayanogórsk (en ruso: Саяногорск) es una ciudad de la república de Jakasia, Rusia, ubicada a la orilla izquierda del río Yeniséi que la separa del krai de Krasnoyarsk. Su población era de 44 872 personas en el censo de 2021.

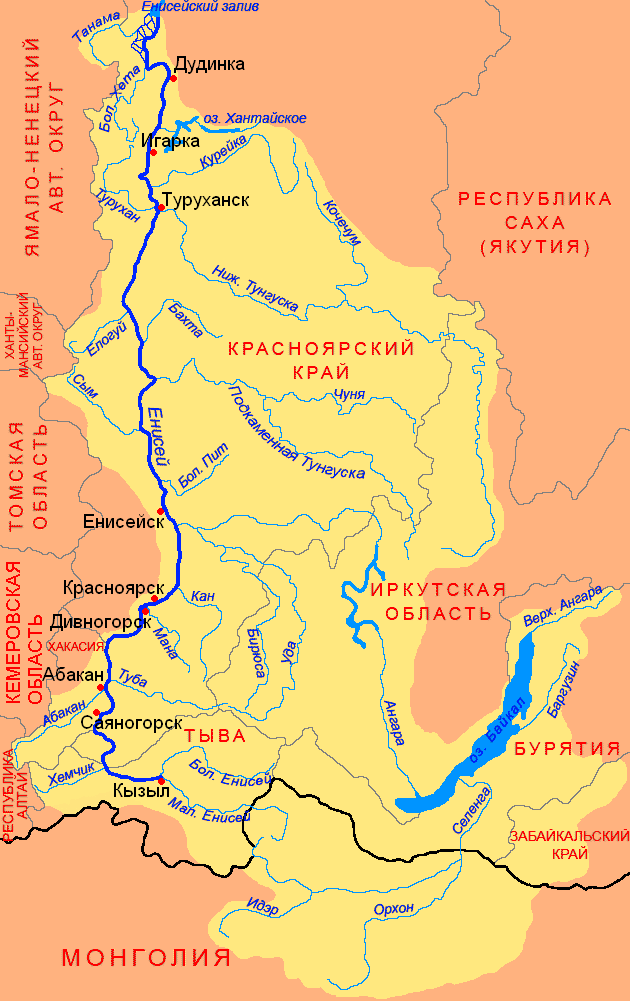
Mapa en ruso del Yeniséi en el que aparece Sayanogorsk (Саяногорск)

A pesar de ser una ciudad pequeña, Sayanogorsk tiene una de las mayores plantas de fundición de aluminio del mundo. La planta de aluminio proporciona trabajo a la mayoría de los ciudadanos. Sayano-Shushenskaya Dam, la mayor represa hidroeléctrica en Rusia y la 5ª más grande del mundo por capacidad instalada, se encuentra al sur de la ciudad.

## Población
En el año 2008 la ciudad poseía una cifra cercana a los 50.000 habitantes (48.587) cifra que ya superó entre 1989 y 2002 
| 1959  | 1970   | 1979   | 1989   | 1996   | 2002   | 2008   |
| ----- | ------ | ------ | ------ | ------ | ------ | ------ |
| 4.600 | 13.700 | 21.900 | 50.200 | 56.000 | 50.255 | 48.587 |